# Åmosen (Institution)
Åmosen er et aktivitetstilbud for udviklingshæmmede og udviklingshæmmede med autisme. Åmosen der er en del af Vasac Sorø er beliggende i landsbyen Niløse i Sorø Kommune. Det var institutionen Gudruns Minde, der i 1991 tog initiativ til oprettelsen af Åmosen. I starten havde Åmosen til huse i Gudruns Mindes sommerhus på Reersø og havde kun åbent et par dage om ugen. I 1992 flyttede Åmosen til en lærerbolig ved Niløse Skole og i 1994 til de nuværende lokaler i den tidligere kommuneskole i Niløse.
| Socialt arbejde | Spire Denne artikel om socialt arbejde er en spire som bør udbygges. Du er velkommen til at hjælpe Wikipedia ved at udvide den. |